# Philippe Pirotte

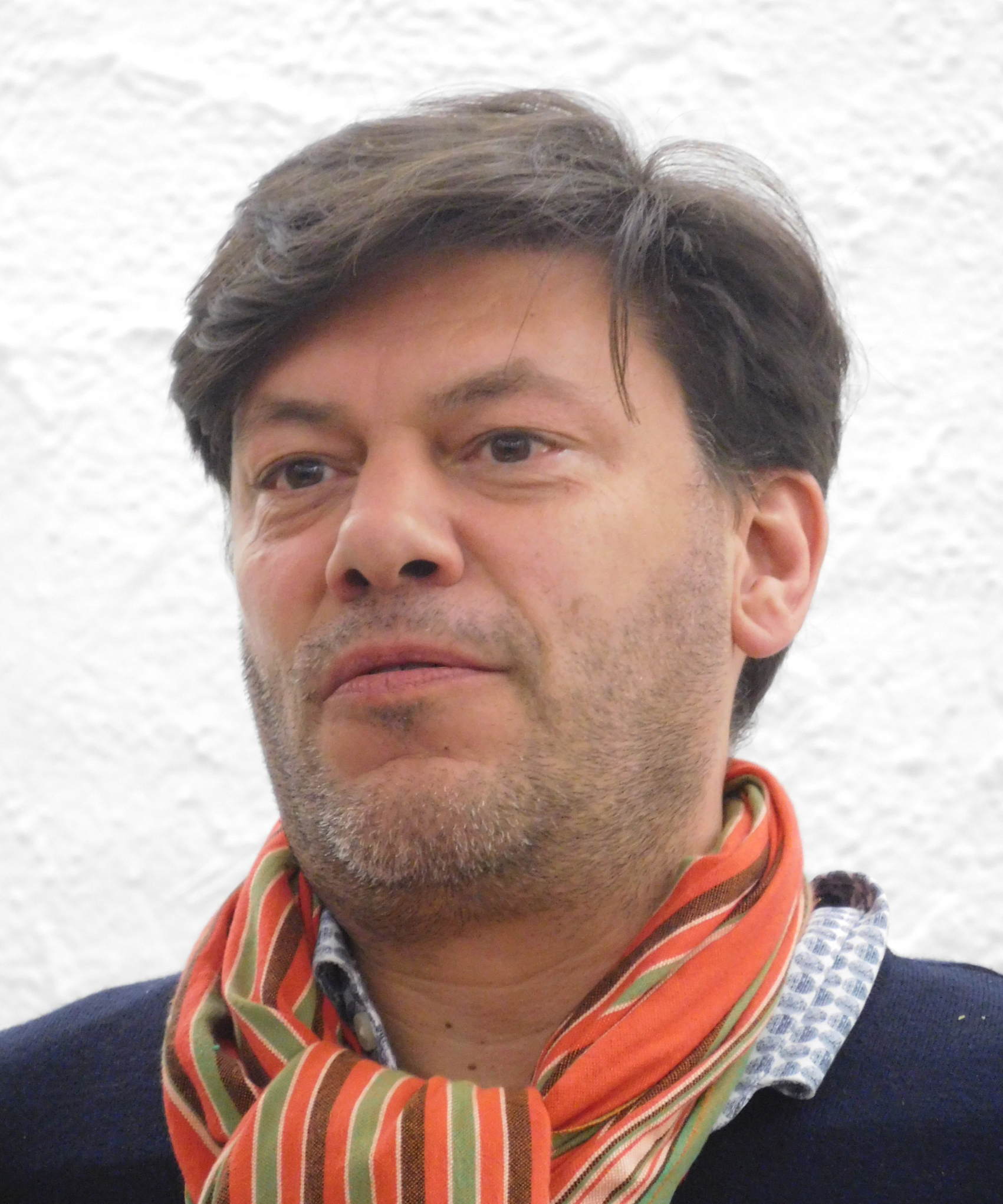
Philippe Pirotte, in der Städelschule 2018.

Philippe Pirotte (* 14. April 1972 in Antwerpen) ist ein belgischer Kunsthistoriker. Er war von 2014 bis 2020 Rektor der Staatlichen Hochschule für Bildende Künste – Städelschule in Frankfurt am Main.

## Leben und Werk
Pirotte wurde 1972 geboren. Er studierte Kunstgeschichte an der Universität Gent und war dort von 1996 bis 2001 Assistent am kunstgeschichtlichen Lehrstuhl. 1999 war er Gründungsdirektor des objectif_exhibitions, einem Kunstraum und Zentrum für zeitgenössische Kunst in Antwerpen. Ab 2001 arbeitete er mit Jan Hoet am Katalog zu Luc Tuymans’ Ausstellung im Belgischen Pavillon der Biennale von Venedig. Er hielt Gastvorlesungen an den Universitäten von Maastricht und Amsterdam.
Von 2005 bis 2011 war Pirotte – in der Nachfolge von Harald Szeemann – Direktor der Kunsthalle Bern, wo er unter anderen die Ausstellungen Allan Kaprow – Art as Life (2007), Voids - A Retrospective of Empty Exhibitions (2009) und Animism (2010) kuratierte. 2007 zeigte er in einer ihrer ersten Einzelausstellungen Arbeiten der Künstlerin Jutta Koether. Mit einer Fotoausstellung des Künstlers Santu Mofokeng beschloss er seine Tätigkeit in Bern.
Nach seinem Weggang aus Bern arbeitete Philipp Pirotte weltweit als freier Ausstellungsmacher. Für das Kunsthaus Zürich stellte er die erste Ausstellung des chinesischen Filmkünstlers Yang Fudong unter dem Titel Estranged Paradise zusammen (2012) und zeigte im selben Jahr Fifty Days at Sea im Stadtpavilion der Shanghai Biennale. Er war Co-Kurator der Ausstellung Surplus Authors am Witte de With Center for Contemporary Art in Rotterdam. Pirotte ist belgischer Korrespondent der Kunstmagazins Tema Celeste und Mitherausgeber der flämischen Vierteljahres-Zeitschrift Andere Sinema. Pirotte schreibt regelmäßig für das Nka – Journal of Contemporary African Art, das Kunstmagazin KunstNu des S.M.A.K. in Gent, sowie für das Londoner Kunstjournal Afterall.
Er berät kuratorisch die Universität von Kalifornien, das Berkeley Art Museum und das dortige Pacific Film Archive, sowie die Rijksakademie van beeldende kunsten in Amsterdam. 2014 war er Chefkurator der unter dem Titel Le Grand Balcon stattfindenden La Biennale de Montréal, bei der er auch zahlreiche Arbeiten von Angehörigen der Städelschule, wie zum Beispiel von Thomas Bayrle, Haegue Yang und Anne Imhof zeigte.
Pirotte wurde vom Konvent der Städelschule – in der Nachfolge von Nikolaus Hirsch – ab 1. April 2014 zum Rektor gewählt. Wie seine Vorgänger hat er die Leitung der Ausstellungshalle Neuer Portikus übernommen. Pirotte war Mitglied der Findungskommission und saß im Beirat der documenta fifteen.
Pirotte erhielt ein Stipendium der einer Andy Warhol-Stiftung, um ein großes Ausstellungsprojekt zur kulturellen und künstlerischen Entwicklung der dekolonisierten Nationen nach der Asien-Afrika-Konferenz 1955 in Bandung vorzubereiten.

## Weitere kuratierte Ausstellungen
- 2005: Camuflaje, Fundación Celarg, Caracas, Venezuela; Idyl-As to answer that Picture, Middelheim Museum, Antwerpen
- 2008: Involved, Shanghart h-space Gallery, Shanghai
- 2009: Other Rooms, Minsheng Art Museum, Shanghai; Frames and Documents: Conceptualist Practices, Cisneros-Fontanals Foundation, Miami